# Marianne Baum
Pour les articles homonymes, voir Baum.
Marianne Baum, née Marianne Cohn, née le 9 février 1912 à Sarrebourg et morte le 18 août 1942  à la prison de Plötzensee, est une résistante allemande au nazisme. Elle est fondatrice, avec son mari Herbert Baum, du groupe de résistance Baum. Elle est guillotinée à la prison de Plötzensee..

## Biographie
Marianne Cohn est née le 9 février 1912, à Sarrebourg, alors annexée à l'Empire allemand dans une famille juive. Elle grandit en Alsace, retournée à la France en 1918. Ses parents déménagent à Berlin en 1920,.
Vers 1930, elle adhère à la Ligue des jeunes communistes d'Allemagne (KJVD), convaincue que c'est la seule alternative au nazisme.
Après 1933 et l'arrivée au pouvoir des nazis, Marianne Baum participe à la lutte de résistance communiste, distribue le jourrnal du KPD Die Rote Fahne (Le drapeau rouge), organe clandestin du KPD, interdit par les nazis.
Lors du «Congrès de Bruxelles» du Parti communiste allemand qui se tient à Moscou en octobre 1935, les communistes décident d’expulser les membres juifs des cellules clandestines communistes. A la fois pour protéger les membres juifs et les cellules elles-mêmes. Marianne et Herbert Baum cherchent alors à s'affilier à des organisations juives,.
Avec leurs amis ses amis Martin Kochmann (de) et Sala Kochmann, ils fondent, à partir de 1938/1939, le groupe Baum, un groupe de Juifs résistants berlinois. Lothar Cohn (de), le frère de Marianne Baum participe également au groupe Baum.Pour la majorité d'entre eux, ils sont membres du Bund deutsch-jüdischer Jugend (de) (Union de la jeunesse juive allemande), un groupe de jeunes juifs fortement antinazis. Au début, le groupe se consacre surtout à des débats, des activités culturelles et l'étude du marxisme.
Après l'interdiction des organisations juives en 1939, le groupe s'agrandit et compte jusqu'à 100 personnes. À partir de 1940/1941, le groupe accueille  de jeunes travailleurs forcés des usines Siemens et aide à cacher des Juifs menacés de déportation à l'Est (de). Ils essaient de développer des formes de protestation et de résistance, indépendamment des groupes de résistance communiste et diffusent, notamment, des tracts pour attirer l'attention sur l'injustice et les conséquences de la guerre. Leur activité devient plus radicale après l'invasion de l'URSS par l'Allemagne à la mi 1941,
Marianne Baum aide à la rédaction et à la distribution de tracts anti-nazis An die deutsche Hausfrau (A la ménagère allemande) qui pointent la misère croissante des familles allemandes causée par la guerre contre l'URSS. Le groupe Baum distribue Der Ausweg (La solution) destiné aux soldats sur le front dans le but de saper l'effort de guerre allemand, mais, faute de moyens financiers, le tirage reste limité,.
Le groupe organise le 18 mai 1942, un attentat contre l'exposition de propagande anticommuniste, « Das Sowjet-Paradies », organisée par le Parti national-socialiste des travailleurs allemands (NSDAP) sur la place du Lustgarten. Le 18 mai 1942, Herbert et Marianne Baum, Hans Joachim, Sala Kochmann. Gerd Meyer, Suzanne Wesse et Irene Walter posent des explosifs dans l'exposition mais le feu ne fait que peu de dégâts et l'exposition rouvre dès le lendemain,.
Le groupe est découvert et de nombreux militants emprisonnés. Marianne Baum est arrêtée le 22 mai 1942, condamnée à l'issue d'un rapide procès par un tribunal spécial et guillotinée le 18 aout à la prison de Plötzensee,,.
L'utilité de l'attentat est discutée par les historiens. Déjà à l'époque des militants de l'étranger essaient de convaincre le groupe Baum d'y renoncer. Sa spécificité juive et communiste fortifie la propagande nazie. Après les arrestations le Gestapo se livre à de violentes représailles sur les milieux juifs. Toutefois certains historiens mettent en doute le lien entre ces répressions et l'attentat.